# After Dark
After Dark (アフターダーク, Afutā Dāku) je drugi singl japanskog rock sastava Asian Kung-Fu Generation s njihovog petog studijskog albuma World World World. Singl je objavljen 7. studenog 2007. te se nalazio na petom mjestu Oricon ljestvice, te je izabran za uvodnu pjesmu anima serije Bleach. Tekst pjesme je napisao pjevač Masafumi Goto.  

## Spot
Video spot za singl je režirao Tadashi Tsukagoshi. U spotu je prikazan jedan prosječan mladić koji se jednog dana probudi s krilima. U početku ih pokušava prikriti odjećom, no s vremenom krila mu sve više rastu i sve mu je teže sakriti ih od prijatelja i kolega s posla. Dok se vraća s posla, vidi perača prozora koji bespomoćno visi s visoke zgrade. Najprije mu, zbog puno ljudi oko njega, oklijeva pomoći, no kad je perač prozora počeo padati, mladić raširi svoja krila i poleti, te ga spasi.

## Popis pjesama
1. After Dark (アフターダーク, Afutā Dāku)
2. Yuigahama Kite (由比ヶ浜カイト, Yuigahama Kaito)

## Produkcija
- Masafumi Goto - vokal, gitara
- Kensuke Kita - gitara, prateći vokal
- Takahiro Yamada – bas, prateći vokal
- Kiyoshi Ijichi – bubnjevi
- Asian Kung-Fu Generation – producent

## Ljestvica
| Godina | Ljestvica | Najviša pozicija |
| ------ | --------- | ---------------- |
| 2007.  | Oricon    | 5                |